# Ubiale Clanezzo
Ubiale Clanezzo é uma comuna italiana da região da Lombardia, província de Bérgamo, com cerca de 1.271 habitantes. Estende-se por uma área de 7 km², tendo uma densidade populacional de 182 hab/km². Faz fronteira com Almenno San Salvatore, Brembilla, Capizzone, Sedrina, Strozza, Villa d'Almè.

## Demografia
| Variação demográfica do município entre 1861 e 2011                               |
|                                                                                   |
| Fonte: Istituto Nazionale di Statistica (ISTAT) - Elaboração gráfica da Wikipedia |